# Youth 2030 Movement
Youth 2030 Movement är en ideell organisation i Sverige, den bildades av Sara Damber och Hugo Stenbecks Stiftelse. 
Organisationen driver olika frågor som handlar om att ge unga mer inflytande i samhället. Exempel på en sådan fråga är sänkt rösträttålder för de allmänna valen och att sänka åldern för att ha sex. Vidare driver organisationen satsningen "Demokratifonden" i syfte att finansiera organisationer som främjar ungas inflytande i samhället. Organisationen har även startat satsningen "Youth Up North" med fokus på ungas inflytande och delaktighet i den norrländska landsbygden. Youth 2030 Movement har även anordnat flera toppmöten som samlar unga och makthavare (riksdagsledamöter, myndighetspersoner med flera) i syfte att främja dialog mellan parterna, senast under november 2023.
Ordförande från år 2022 är Jacob Flärdh. Generalsekreterare är Marlene Claesson.